# Berenguer IV d'Entença

Escut d'armes de la casa d'Entença.

Berenguer IV d'Entença (Ribagorça, s XIII – v 1249) fou senyor de la baronia d'Entença. Fill de Bernat I d'Entença, va participar en el setge de Borriana (1233) junt a Bernat Guillem de Montpeller, al qual succeí com a cap de les tropes que conqueriren València (1237). A la capitulació de la ciutat, va obtenir les senyories de Xiva i Pedralba. Es passà a les files dels sarraïns de Xàtiva, però més tard obtingué el perdó del rei Jaume el Conqueridor.
Va tenir dos fills:.
- Berenguer V d'Entença
- Guillem d'Entença